# 弘仁 (画僧)

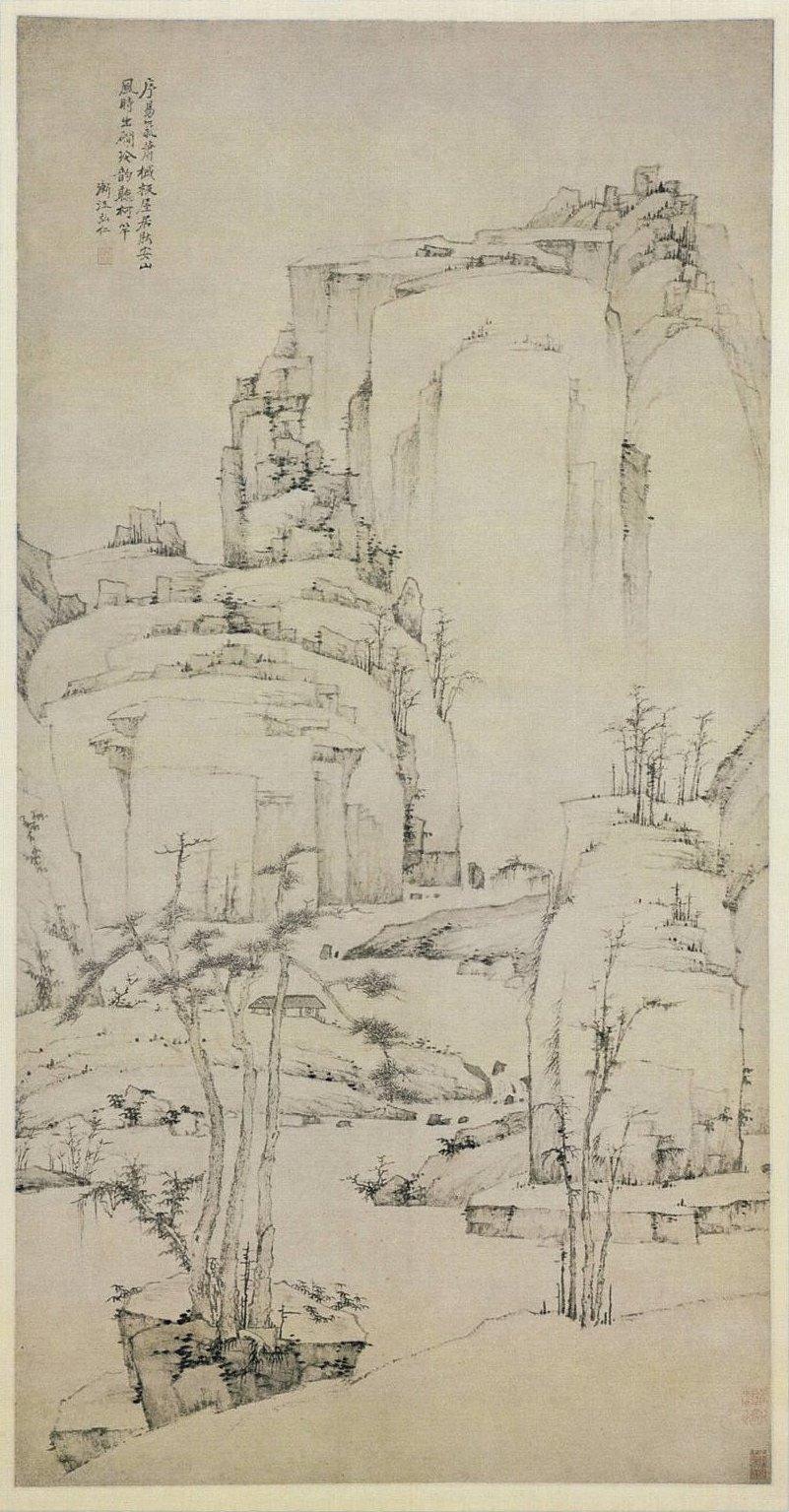
弘仁 (画僧)

弘仁（こうじん/こうにん、Hongren、万暦38年（1610年） - 康熙 2年（1663年）12月22日）は、中国明末から清初にかけて活躍した画僧。俗称は江氏、名は韜、蹈、舫、字は六奇、僧となって弘仁を法諱とし、故郷の川に因んで漸江、漸江学人と号した。ほかに、無智、鴎盟とも称した。安徽省歙県桃源塢の人。
新安派の祖。査子標、汪之瑞、孫逸とあわせて海陽四大家（新安四大家）と称揚される。また髠残、石濤とで明末三高僧、八大山人を加えて四僧（四大名僧）と呼ばれる。黄山の景勝を画いた代表的な画家で、独特の細い筆線で静寂で明るい山水図を多く残した。

## 略歴
明の諸生となって官位に就いたが、35歳のとき南京が陥落。唐王について福建に行き、清軍に抵抗したがあえなく亡命政権が壊滅。武夷山に入り、古航禅師道舟の元で出家した。武夷山には数年滞在し禅の修行の傍ら画の修練と詩作を行っている。その後故郷の太平興国寺、次いで五明寺に住している。南京や廬山、杭州に遊歴し、髠残、石濤、梅清らと交友が知られる。黄山にはしばしば登り画作に専念した。
元末の画家、黄公望や、とりわけ倪瓚に影響を受け、先輩の蕭雲従からも多くを学んでいる。筆墨は蒼勁にして簡潔で清新な風があった。山水図を多く画いたが梅花や双鉤の竹も画いている。また書は、楷書を顔真卿、行書を倪瓚に師法した。
新安で盛んとなっていた木版画は徽派版画と呼ばれその精細な技は当時から有名であったが、弘仁の細い筆線もこの版画に影響を受けていたとされる。
享年54。五明寺に墓がある。
弘仁の生涯は同郷の殷曙の『漸江師伝』あるいは王泰徴『漸江和尚伝』に詳しい。

## 代表作
- 「黄山山水冊」（全60図）故宮博物院蔵
- 「黄山真景図」1660年
- 「黄山天都峰図」南京博物院蔵
- 「江山無尽図巻」1661年　泉屋博古館蔵
- 「秋景山水図」ホノルル美術館蔵
- 「清渓雨霽図」
- 「秋林図」
- 「古搓短荻図」